# Кевін Макдональд (футболіст, 1960)
Кевін Макдональд (англ. Kevin MacDonald, нар. 22 листопада 1960, Інвернесс) — шотландський футболіст, що грав на позиції півзахисника. По завершенні ігрової кар'єри — тренер.
Виступав, зокрема, за клуби «Лестер Сіті» та «Ліверпуль». Чемпіон Англії. Семиразовий володар Кубка Англії.
Він також мав досвід тренерської діяльності, в останній раз як виконувач обов'язків головного тренера «Астон Вілли» після відставки Мартіна О'Ніла 9 серпня 2010 року. До цього Макдональд працював помічником тренера збірної Ірландії, а саме колишнього партнера по «Ліверпулю», Стіва Стонтона, отриманий досвід він використовував, щоб тренувати «Астон Віллу». У 1994 році він також провів кілька місяців як тимчасовий тренер «Лестер Сіті».

## Ігрова кар'єра
Народився 22 листопада 1960 року в місті Інвернесс. Вихованець футбольної школи клубу «Каледоніан», в якому був виявлений «Лестером» під час гри в клубі з Ліги Гайленд. В «Лестер Сіті» провів вісім сезонів, взявши участь у 138 матчах чемпіонату.
В листопаді 1984 року Макдональд перейшов у «Ліверпуль» з «Лестер Сіті» за 400 тис. фунтів, оскільки після відходу в «Сампдорію» лідера півзахисту «червоних» Грема Сунесса в середині поля утворилася справжня «діра», яку і заповнив колишній капітан «Лестер Сіті». Дебютував за нову команду 29 грудня 1984 року в матчі Першого дивізіону проти «Лутон Тауна» (1:0). Він став ключовим гравцем команди у другій половині свого першого сезону, а в наступному сезоні частіше виходив на заміну. Макдональд допоміг «Ліверпулю» завоювати чемпіонський титул в 1986 році, а потім зробити «дубль» (тільки третій в XX століття), коли він зробив внесок у перемогу над «Евертоном» в 1986 році у фіналі Кубка Англії на «Вемблі».
20 вересня 1986 року, вийшовши на заміну в матчі проти «Саутгемптона», Кевін зламав ногу і повернувся до гри лише через 1,5 сезону. До того часу, як Макдональд відновився, Кенні Далгліш замінив його на Стіва Макмагона на позиції центрального півзахисника, у Макдональда не було шансів повернутися в першу команду «Ліверпуля». Останній матч за «червоних» Кевін провів 21 жовтня 1988 року проти «Ковентрі Сіті» (0:0). Всього за клуб в усіх турнірах зіграв 64 матчі, забивши 5 голів. Пізніше він грав на правах оренди за свій колишній клуб, «Лестер», а також за «Рейнджерс». У квітні 1989 року, незадовго до того, як він залишив «Ліверпуль», Макдональд разом зі своїми товаришами по команді згуртувалися навколо сімей загиблих в трагедії на Гіллсборо.
У червні 1989 року Макдональд перейшов в «Ковентрі Сіті», де догравав найкращі роки своєї кар'єри, після цього недовго пограв за «Кардіфф Сіті».
Завершив професійну ігрову кар'єру у клубі «Волсолл», за команду якого виступав протягом 1991—1993 років.

## Кар'єра тренера

### «Лестер Сіті»
Після завершення ігрової кар'єри Кевін приєднався до тренерського штабу «Лестер Сіті» і у листопаді 1994 року Макдональд був призначений виконуючим обов'язки головного тренера «Лестер Сіті» на короткий період між відходом Браяна Літтла і приходом Марка Макгі, очолюючи команду в 4 матчах з 22 листопада 1994 по 14 грудня 1994 року.

### «Астон Вілла»
Макдональд був найнятий «Астон Віллою» в 1995 році і займав ряд посад у клубі, в тому числі був тренером резервної команди.
Стів Стонтон, ставши тренером збірної Ірландії в січні 2006 року, призначив Макдональда своїм старшим тренером. Кевін погодився, але за умови збереження місця в Астон Віллі. Контракт Кевіна був розірваний разом з Стівом Стаутоном в жовтні 2007 року.
У серпні 2010 року після відставки колишнього тренера «Астон Вілли», Мартіна О'Ніла, він взяв на себе роль виконуючого обов'язки тренера клубу. Перша гра Макдональда пройшла на «Вілла Парк» проти «Вест Гем Юнайтед» в день відкриття сезону 2010/11 Прем'єр-ліги, матч «Вілла» виграла з рахунком 3:0, у тому числі свій останній гол як гравець «Вілли» забив Джеймс Мілнер. Потім «Вілла» зіграла з рахунком 1:1 у першому відбірковому матчі Лізі Європи проти «Рапіда» (Відень). Його друга гра в лізі закінчилася поразкою з рахунком 6:0 від «Ньюкасл Юнайтед». 29 серпня він виграв захоплюючий матч проти «Евертона» з рахунком 1:0.
Недільна газета 31 серпня повідомила, що Макдональд висловив бажання керувати «Віллою» на постійній основі. Незважаючи на ці претензії, «Вілла» призначила Жерара Ульє на посаду постійного тренера 8 вересня 2010 року. Однак, Макдональд залишався біля керма протягом наступних двох матчів Прем'єр-ліги проти «Сток Сіті» та «Болтон Вондерерз» у зв'язку з тим, що Ульє вирішував свої питання з Французькою федерацією футболу.
З відходом Ульє і Гарі Макаллістера Макдональд і Гордон Ковенс стали головними претендентами на пост головного тренера, проте, в червні 2011 року тренером команди став Алекс Макліш.
У серпні 2012 року Макдональд покинув «Астон Віллу».

### «Свіндон Таун»
28 лютого 2013 року було оголошено, що Макдональд призначений головним тренером «Свіндон Тауна». Макдональд привів команду в плей-оф Першої ліги 2013 (клуб зайняв 6-е місце), де «Свіндон» у півфіналі програв по пенальті з рахунком 5:4 «Брентфорду».
12 липня 2013 року він не зміг взяти участь в передсезонному товариському матчі з «Форест Грін Роверс» на «Нью Лайн», за офіційною версією «Свіндона», з «особистих проблем». Після закінчення шести місяців з дня підписання контракту було оголошено, що Макдональд покинув клуб.

### Повернення в «Астон Віллу»
2015 року знову повернувся в «Астон Віллу», ставши асистентом головного тренера Тіма Шервуда. 25 жовтня 2015 року, після відставки Шервуда, Кевін був призначений виконувачем обов'язків головного тренера клубу. Під його керівництвом клуб провів єдиний матч, вилетівши з Кубку Футбольної ліги від «Саутгемптона». Вже 2 листопада головним тренером був призначений Ремі Гард і Макдональд знову покинув клуб.

## Титули і досягнення
- Чемпіон Англії (1):

«Ліверпуль»: 1985/86
- Володар Кубка Англії (2):

«Ліверпуль»: 1985/86, 1988/89
- Володар Суперкубка Англії (1):

«Ліверпуль»: 1986